# Rucska István
Rucska István (szlovákul Štefan Rúčka; Nagyszombat, 1825. december 24. – Nagykosztolány, 1904. augusztus 17.) római katolikus plébános, történész, szlovák publicista.

## Élete
A gimnázium négy osztályát a nagyszombati bencéseknél végezte. 1842-től bölcseletet és a teologiát hallgatott Nyitrán. 1849. január 6-án szentelték pappá. 1860-ig mint segédlelkész és helyettes plébános szolgált Trencsén vármegye hét községében. Ezután a 9. huszárezred tábori papja lett. 1865-ben betegsége miatt nyugdíjazták és Nagyszombatban telepedett le. 1874-től Esztergom vármegyébe települt át, és mint helyettes plébános Alsóbotfalun szolgált. Később Vágdebrődön élt nyugalomban.
A nagyszombati Szent Adalbert Társulat alapításában tevékeny részt vett. Számos cikket, elbeszélést írt elsősorban szlovák lapokba. 1868–1869-ben szerkesztette a Cyrill a Method hírlapot Szakolcán. Egy időben a Katolícke noviny-t is szerkesztette. A Letopis Matice slovenskej évkönyvben Martin Branislav Tamaškovič életrajzával foglalkozott. A szlovák irodalmi nyelv kérdésében a 19. század közepén Štefan Moyzes pártján állt, később Martin Hattala javításait fogadta el. A Matica slovenská tagja, Nagyszombatban helyi titkár volt.

## Művei
- 1858 Vsenauka. Vyklad krestansko-katolickej viery (szent beszédeket a főbűnökről Palsovics kanonok nyomán ő dolgozta át)
- 1868 Trnava čili historicko miestopisný nástin krutých osudov a pamätností tohoto sl. kr. mesta slowenského a stručný opis zámku a pánstwa Frasstackého. Szakolca. (Nagyszombat története)
- 1873 Veliky dejepis biblický stareho i nového zákona, 1873. (Bibliai történetek dr. Schuster és Strdinko nyomán)
- 1884 Krátky wýklad nedeľných a swiatočných i príležitostných Ewangelií na celý rok. Szakolca. (Evangeliumok magyarázata)